# Махмутбей (квартал в Багджълар)
„Махмутбей“ (на турски: Mahmutbey) е квартал на Истанбул, разположен в околия Багджълар. Общата му площ е 4,7 км2. Според данни на Адресната система за регистриране на населението (ABPRS) към 2023 г. населението на „Махмутбей“ е 25 680 жители.

## Транспорт
През квартала преминава Истанбулското метро, има станции по линиите:
- M3 – Bakırköy-Kayaşehir Metro Hattı[4]
- M7 – Yıldız-Mahmutbey Metro Hattı[5]